# 7295 Brozovic
A 7295 Brozovic (ideiglenes jelöléssel 1992 MB) a Naprendszer kisbolygóövében található aszteroida. Ueda Szeidzsi, Kaneda Hirosi fedezte fel 1992. június 22-én.